# آنتونیو کامپولو
آنتونیو کامپولو (اسپانیایی: Antonio Campolo‎; ۷ فوریهٔ ۱۸۹۷ – ۲۲ مهٔ ۱۹۵۹) بازیکن فوتبال اهل اروگوئه بود.
از باشگاه‌هایی که در آن بازی کرده‌است می‌توان به باشگاه فوتبال پنیارول اشاره کرد.